# Istanbul (brætspil)
Istanbul er et brætspil, designed af tyskeren Rüdiger Dorn og illustreret af Andreas Resch og Hans-Georg Schneider, og det er udgivet i 2014 af Pegasus Spiele.
Spillet foregår således: Spillerne skal flytte en købmand og hans fire assistenter rundt på basaren i Istanbul. På forskellige steder kan man efterlade sine assistenter for at udføre forskellige opgaver, men før spillet kan afsluttes, skal de hentes tilbage. I løbet af spillet er der en række forhindringer og fjendtlige personer, der skal undgås. Det vigtigste for at vinde spillet er at kunne sælge tilstrækkeligt til at indtjene fem rubiner.
Spillet er strategisk, og det betyder meget, at spillerne planlægger en optimal rute. Men da der også anvendes terninger, kræver det også en vis mængde held.

## Priser
- 2014 vinder af Kennerspiel des Jahres[2]

## Eksterne links
- Istanbul   på BoardGameGeek
- Istanbul Arkiveret 5. december 2014 hos  Wayback Machine on Pegasus Spiele's website